# 赫伯特·葛福
赫伯特·葛福（英語：Herbert Goffe，1870年？月？日—1939年5月8日），英国外交官，曾任驻中国领事。武昌起义爆发后，与英国公使朱邇典以中立国代表身份调停南北议和。

## 生平
1870年，出生。
1890年，任英国驻华使馆翻译。
1899年，任驻朝鲜仁川代理副领事。
1905年，任驻四川成都代理副领事。
1908年，任驻安徽芜湖代理副领事。
1909年，任驻南京代理副领事。
1911年，任驻汉口代理总领事。
1912年，任驻云南总领事。
1918年，任驻天津总领事。
1920年，任驻汉口总领事。
1928年，退休。
1939年，去世。